# 도고야마역
도고야마역(일본어: 道後山駅)은 일본 히로시마현 쇼바라시에 위치한 서일본 여객철도 게이비 선의 철도역이다. 단선 승강장 1면 1선의 구조를 갖춘 지상역이다.

## 역 주변
- 다카오바라 스키장

## 역사
- 1936년 11월 21일 : 산신 선 오누카 - 빈고오치아이 간에 신설 개업.
- 1937년 7월 1일 : 산신 선이 게이비 선의 일부가 되어, 이 역도 그 소속으로 한다.
- 1974년 : 이 해는 마지막에 급행열차 정차가 없어졌다.
- 1987년 4월 1일 : 일본국유철도 분할 민영화에 의해, 서일본 여객철도의 역이 된다.

## 인접 역
| 서일본 여객철도 게이비 선 | 서일본 여객철도 게이비 선 | 서일본 여객철도 게이비 선  |
| ------------------------- | ------------------------- | -------------------------- |
| 오누카 니미 방면          | □ 쾌속 · ■ 보통           | 빈고오치아이 히로시마 방면 |